# Shushartie Bay
Shushartie Bay ist eine Bucht im Norden von Vancouver Island. Hier mündet der Shushartie River in den Goletas-Kanal und damit in den Pazifischen Ozean. Die Bucht liegt im Regional District of Mount Waddington der kanadischen Provinz British Columbia. 
Das Wort „Shushartie“ leitet sich eventuell von dzudzadi („Herzmuschel-Bucht“) ab, einem anderen Namen für die auch Khatis genannte ehemaligen Tlatlasikwala-Siedlung an dieser Stelle. Eventuell existierte an der Westseite der Bucht auch noch eine zweite Siedlung namens xwa̱dza̱dzo’lis. Von Europäern wurde die Siedlung Newitty bzw. Nahwitti genannt, ein Begriff, mit dem sie gleichzeitig alle Kwakwaka'wakw-Gruppen des nördlichen Vancouver Island bezeichneten. Tatsächlich war „Nahwitti“ wohl der Name einer Siedlung auf dem Cape Sutil gewesen, die später nach Hope Island verlegt werden musste. Die Unsicherheiten in der Namensverwendung haben in der modernen Forschungsliteratur zu Verwechslungen geführt.
Shushartie Bay war ursprünglich eine Station für den Fischfang und das Muschelsammeln gewesen. Im Jahr 1914 wurde hier die „Shushartie Cannery“, eine Fischkonservenfabrik eröffnet, welche bis 1928 betrieben wurde und die dann nach West Cracroft Island verlegt wurde. Der Ort wurde Europäern ab 1789 bekannt und entwickelte sich in der Folge zu einem wichtigen Umschlagplatz des maritimen Pelzhandels. Handelsschiffe erwarben hier Proviant und wertvolle Felle und nutzen die geschützte Bucht für Reparaturarbeiten. Die Indianer erhielten im Gegenzug beispielsweise Decken, Reis, Melasse und Tabak. Die Bedeutung der Bucht als Handelsplatz ging zurück, nachdem die Hudson’s Bay Company 1849 weiter südlich das Fort Rupert gegründet hatte. Khatis war auch ein Handelspunkt für den indianischen Sklavenhandel in der Region gewesen. Sowohl andere Indianer als auch Europäer kauften hier versklavte Indianer.
1893 etablierten europäische Kolonisten eine Shushartie genannte Siedlung an der Bucht. Von 1914 bis 1928 befand sich hier eine Konservenfabrik.
Teile der Bucht liegen im Cape Scott Provincial Park. Hier beginnt mit dem Shushartie overland ein Ende des North Coast Trail Wanderweges durch den Park.